# دهستان سلامی
دهستان سلامی نام دهستانی در بخش سلامی شهرستان خواف، استان خراسان رضوی در ایران است. براساس سرشماری مرکز آمار ایران در سال ۱۳۸۵، جمعیت آن ۷۳۲۴ نفر (۱۴۶۹ خانوار) بوده‌است.